# Conus mahogani
Conus mahogani é uma espécie de gastrópode do gênero Conus, pertencente à família Conidae.
Foi avaliado como em baixo risco de extinção pela IUCN em 2011.

## Distribuição
Essa espécie se distribui nos sistemas marinhos desde o Golfo de Cálifornia, México, até o norte Peru, incluindo as ilhas de Galápagos e de Cocos.

## Morfologia
Assim como todos os integrantes do gênero, possui rádulas modificadas, em forma de dardo e inoculadoras de veneno, e apresentam concha espiralada.